# Emilio Lorenzini
Emilio Lorenzini Gratwohl (Molina, 7 de febrero de 1924-Santiago, 18 de julio de 1979) fue un abogado y político chileno militante del Partido Demócrata Cristiano. Fue diputado por dos períodos representando a la Provincia de Maule.

## Biografía
Hijo de Emilio Lorenzini Viola y Blanca Gratwohl Valdivieso. Se casó con Leticia Basso Basso y tuvieron cuatro hijos entre ellos el parlamentario Pablo Lorenzini Basso.
Asistió al Colegio San Ignacio de Santiago, el Colegio San Martín de Curicó y en el Liceo Blanco Encalada de Talca. Ingresó a la Pontificia Universidad Católica, donde se tituló de abogado en 1958. Asesoró a comités de vivienda y fue gerente de la Cooperativa de Consumo Molina Ltda.
Fue dirigente de la Federación de Estudiantes de la Universidad Católica y en 1943 ingresó a la Falange Nacional. En 1957 pasó al Partido Demócrata Cristiano. Fue regidor de Molina en 1948.
En 1965 fue elegido diputado por la Decimosegunda Agrupación Departamental de Talca, Lontué y Curepto, siendo reelegido en 1969. Integró la Comisión Permanente de Obras Públicas y Transportes y la Comisión Permanente de Agricultura.